# بیسمک بیومبو
بیسمک بیومبو (انگلیسی: Bismack Biyombo؛ زادهٔ ۲۸ اوت ۱۹۹۲) یک بازیکن بسکتبال اهل جمهوری دموکراتیک کنگو است. از باشگاه‌هایی که در آن بازی کرده‌است می‌توان به شارلوت بابکتس اشاره کرد.